# Ruesnes Communal Cemetery
Ruesnes Communal Cemetery is een Britse militaire begraafplaats gelegen in de Franse plaats Ruesnes (Noorderdepartement). De begraafplaats wordt onderhouden door de Commonwealth War Graves Commission.
De begraafplaats telt 85 geïdentificeerde Gemenebest graven uit de Eerste Wereldoorlog.